# ناتاليا (مغنية يونانية)
ناتاليا (باليونانية: Natalia)‏ هي مغنية يونانية، ولدت في 8 أبريل 1983 في أثينا في اليونان.